# Cosmia grisescens
Cosmia grisescens är en fjärilsart som beskrevs av Warren. Cosmia grisescens ingår i släktet Cosmia och familjen nattflyn. Inga underarter finns listade i Catalogue of Life.